# Herb Trzebnicy
Herb Trzebnicy – jeden z symboli miasta Trzebnica i gminy Trzebnica w postaci herbu.

## Wygląd i symbolika
Herb Trzebnicy stanowi w polu niebieskim en face głowa Świętego Piotra. Twarz barwy kremowej, włosy, broda barwy białej. Głowa otoczona złotym nimbem. Pod głową dwa takież skrzyżowane klucze – symbole świętego Piotra.
Herb nawiązuje do pierwszego właściciela miasta – Piotra Włostowica, który przed 1138 r. ufundował w Trzebnicy kaplicę pod wezwaniem swego patrona. Około 1200 r. w miejsce poprzedniego kościółka wzniesiono murowany kościół św. Piotra, który pełnił rolę kościoła parafialnego.